# New Orleans Records

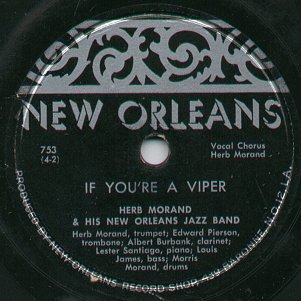
Een plaat op New Orleans Records: "If You're A Viper" van Herb Morand & His New Orleans Jazz Band, eind jaren veertig

New Orleans Records was een Amerikaans platenlabel, dat gespecialiseerd was in New Orleans-jazz. Het was eigendom van Orin Blackstone, eigenaar van een platenzaak en muziek-auteur. Het label bestond van circa 1949 tot 1978. Artiesten van wie muziek op het label uitkwam waren onder meer Johnny Wiggs, Herb Morand, Raymond Burke, Kid Thomas Valentine en Emanuel Paul.